# Cansa
La CANSA fu una società italiana attiva nel settore aeronautico prima e successivamente in vari settori, tra i quali le carrozzerie per autobus.
Nel 1913 si insedia nell'area dell'aeroporto di Cameri la "Società Anonima Gabardini" fondata da Giuseppe Gabardini, la quale promuove e sviluppa le attività aeronautiche soprattutto con la fondazione di una scuola di volo. La società, entrata nel gruppo FIAT nel 1936, divenne successivamente CANSA (Acronimo di "Costruzioni Aeronautiche Novaresi Società Anonima").
Nel 1946 iniziò a produrre carrozzerie per pullman, diventando CaNSA ("Carrozzerie Novaresi Società Anonima"): divenne la carrozzeria ufficiale degli autobus Fiat, mantenendo la sede a Cameri (NO). Alla fine degli anni Sessanta, la denominazione Cansa venne abbandonata in favore di Carrozzeria Fiat Cameri.
Le carrozzerie originali Fiat venivano prodotte presso lo stabilimento Cansa fino all'apertura dello stabilimento Iveco di Valle Ufita. Il logo "Carrozzeria Fiat Cameri" si trovava nel mobiletto anteriore ed esternamente, in basso sia a destra che a sinistra dopo la ruota anteriore, di tutti gli autobus con carrozzeria originale Fiat. Con il passaggio della fabbricazione degli autobus a Valle Ufita la targhetta esterna divenne semplicemente "Carrozzeria Fiat", dicitura scomparsa con i modelli Iveco 370S e TurboCity.

## Aeroplani
- Gabardini G.8
- CANSA C.5
- Fiat CANSA F.C.12
- Fiat CANSA F.C.20

## Carrozzerie di autobus e filobus

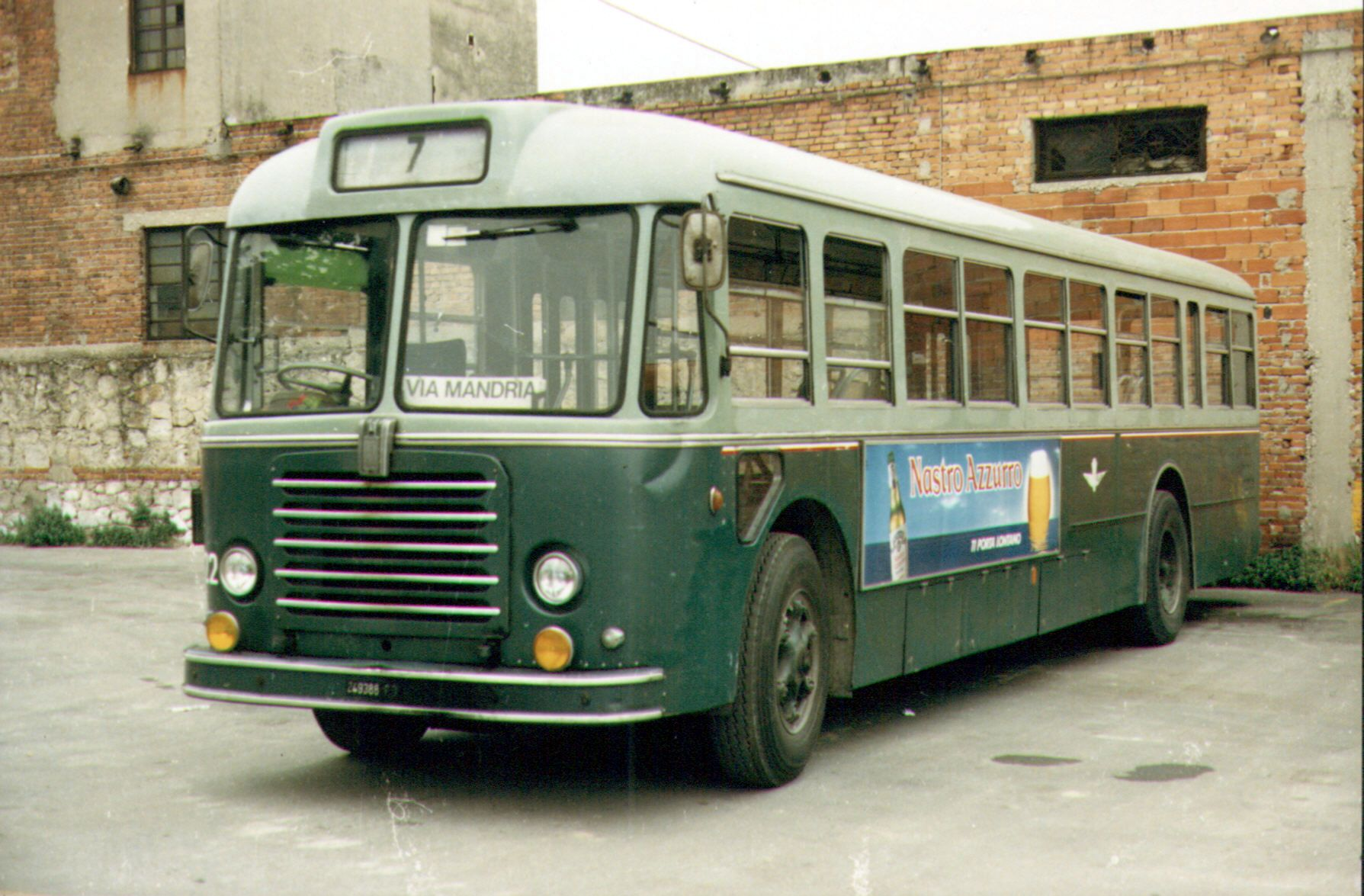
Fiat 411 UM Cansa, matricola n. 222, dell'ACAP Padova

- Fiat 306
- Fiat 308
- Fiat 309
- Fiat 314
- Fiat 343
- Fiat 410
- Fiat 411
- Fiat 668F
- Fiat 672F
- Fiat 2401 Cansa
- Fiat 2411 Cansa
- Fiat 2411/1 Cansa